# She's the Man
She's the Man (titulada: Ella es el chico en España y Una chica en apuros en Hispanoamérica) es una película juvenil de 2006 dirigida por Andy Fickman, basada en Noche de reyes, una obra de teatro escrita por William Shakespeare. La película es protagonizada por Amanda Bynes y Channing Tatum, entre otros. Cuenta la historia de una chica que se hace pasar por su hermano para jugar al fútbol mientras este está en Londres.

## Sinopsis
Viola Hastings es una gran futbolista, pero el equipo femenino ha sido cancelado y pide jugar en el masculino. El entrenador dice que una chica no juega tan bien como un chico, por lo que, molesta, le pide a su novio y capitán del equipo Justin (que está allí) su opinión. Justin dice que es ridículo, y niega haber dicho que Viola es mejor que la mitad de su equipo, por lo cual ella decide terminar la relación. Una vez en su casa, la novia de su hermano Sebastian, Monique, la confunde con él, quejándose de lo mucho que se parecen. Sebastian le pide que lo cubra, ya que se escapa a Londres a tocar con su banda, y es entonces cuando se le ocurre hacerse pasar por él para entrar al equipo masculino de la escuela rival en la que ella solía jugar fútbol.

## Elenco
- Amanda Bynes como Viola Hastings / "Sebastian" Hastings.
- Channing Tatum como Duke Orsino.
- Laura Ramsey como Olivia Lennox.
- David Cross como el director Horatio Gold.
- Vinnie Jones como el entrenador Dinklage.
- Alex Breckenridge como Monique Valentine.
- John Pyper-Ferguson como Roger.
- Julie Hagerty como Daphne.
- James Kirk como Sebastian Hastings.
- Robert Hoffman como Justin Drayton.
- Jonathan Sadowski como Paul Antonio.
- Amanda Crew como Kia Paulstor.
- Jessica Lucas como Yvonne.
- James Snyder como  Malcolm Feste.
- Robert Torti como el entrenador Pistonek.
- Lynda Boyd como Cheryl.
- Brandon Jay McLaren como Toby.
- Clifton MaCabe Murray como Andrew.
- Emily Perkins como Eunice Bates.
- Robert Capron como él mismo.
- Kate Hundson como Anna.

## Recepción

### Taquilla
La película estuvo en el puesto número 4 en la taquilla de Estados Unidos recaudando 10.7 millones de dólares en su primer fin de semana. She's the Man recaudó un total de $33,741,133 en el país con una recaudación total de $57,194,667 en todo el mundo.

### Críticas
Basado en 108 comentarios, She's the Man, tuvo una clasificación 44% en Rotten Tomatoes.

## Adaptación
- 2009: Dil Bole Hadippa! (Heart Says Hurray!), película de deportes hindú, dirigido por Anurag Singh. Veera es una joven que vive en un pueblo pequeño, sueña con jugar críquet en la gran liga. Rohan es el capitán del equipo de cricket de Inglaterra. Su padre ha sido el capitán del equipo de la India durante 8 años, en los cuales, todos ha perdido ante el equipo de Pakistán en el torneo llamado Aman Cup, debido a esta situación fingirá un ataque al corazón para pedirle a Rohan que vaya a la India y le sustituya. Rohan acepta y prepara una prueba para seleccionar a los mejores jugadores, entre los que se encuentra Veera que al ser mujer no le permiten entrar al equipo. Es entonces cuando Veera decide hacerse pasar por un chico para que la acepten. Una vez que consigue entrar en el equipo de cricket se verá metida en un lío porque se enamorará de Rohan.